# Parapriacanthus dispar
Parapriacanthus dispar är en fiskart som först beskrevs av Herre, 1935.  Parapriacanthus dispar ingår i släktet Parapriacanthus och familjen Pempheridae. Inga underarter finns listade i Catalogue of Life.